# Visé
Visé är en kommun i Belgien.   Den ligger i provinsen Liège och regionen Vallonien, i den östra delen av landet, 100 km öster om huvudstaden Bryssel. Antalet invånare är 17 116.
Omgivningarna runt Visé är en mosaik av jordbruksmark och naturlig växtlighet. Runt Visé är det tätbefolkat, med 343 invånare per kvadratkilometer.